# Liste der Kulturdenkmale in Berlin-Wartenberg

Lage von Wartenberg in Berlin

In der Liste der Kulturdenkmale von Wartenberg sind die Kulturdenkmale des Berliner Ortsteils Wartenberg im Bezirk Lichtenberg aufgeführt.

## Denkmalbereiche (Ensembles)
| Nr.      | Lage | Offizielle Bezeichnung | Beschreibung | Bild                           |
| -------- | --- | --- | --- | ------------------------------ |
| 09045437 | Dorfstraße 1–3, 5, 6–13, 17–21, 23, 28, 30–31, 32–33 Fennpfuhlweg 2 Neben dem Dorfteich 1-13 Zum Wartenberger Anger 2, 4 (Lage) | Dorfanger Wartenberg, Dorflage mit Anger, Kirchhof und Kirchhofsmauer, Hofanlagen, Wohnhäuser und Wirtschaftsgebäude Baudenkmale siehe: Dorfstraße 11–11B; 12; 18, 20A–D; 23 | Weitere Bestandteile des Ensembles: |                                |
| 09045437 | Dorfstraße 1–3, 5, 6–13, 17–21, 23, 28, 30–31, 32–33 Fennpfuhlweg 2 Neben dem Dorfteich 1-13 Zum Wartenberger Anger 2, 4 (Lage) | Dorfanger Wartenberg, Dorflage mit Anger, Kirchhof und Kirchhofsmauer, Hofanlagen, Wohnhäuser und Wirtschaftsgebäude Baudenkmale siehe: Dorfstraße 11–11B; 12; 18, 20A–D; 23 | 09045441 – Am Gutshof 1–1B, Reste des ehem. Gutes Wartenberg, Wirtschaftshof mit Wohnhaus (Verwalterhaus), um 1890 |                                |
| 09045437 | Dorfstraße 1–3, 5, 6–13, 17–21, 23, 28, 30–31, 32–33 Fennpfuhlweg 2 Neben dem Dorfteich 1-13 Zum Wartenberger Anger 2, 4 (Lage) | Dorfanger Wartenberg, Dorflage mit Anger, Kirchhof und Kirchhofsmauer, Hofanlagen, Wohnhäuser und Wirtschaftsgebäude Baudenkmale siehe: Dorfstraße 11–11B; 12; 18, 20A–D; 23 | Wohn- und Stallgebäude um 1890–1900 |                                |
| 09045437 | Dorfstraße 1–3, 5, 6–13, 17–21, 23, 28, 30–31, 32–33 Fennpfuhlweg 2 Neben dem Dorfteich 1-13 Zum Wartenberger Anger 2, 4 (Lage) | Dorfanger Wartenberg, Dorflage mit Anger, Kirchhof und Kirchhofsmauer, Hofanlagen, Wohnhäuser und Wirtschaftsgebäude Baudenkmale siehe: Dorfstraße 11–11B; 12; 18, 20A–D; 23 | 09045438 – Dorfstraße 1, Wohnhaus, um 1890 | Wohnhaus                       |
| 09045437 | Dorfstraße 1–3, 5, 6–13, 17–21, 23, 28, 30–31, 32–33 Fennpfuhlweg 2 Neben dem Dorfteich 1-13 Zum Wartenberger Anger 2, 4 (Lage) | Dorfanger Wartenberg, Dorflage mit Anger, Kirchhof und Kirchhofsmauer, Hofanlagen, Wohnhäuser und Wirtschaftsgebäude Baudenkmale siehe: Dorfstraße 11–11B; 12; 18, 20A–D; 23 | Stallgebäude, 1906 und 1931 |                                |
| 09045437 | Dorfstraße 1–3, 5, 6–13, 17–21, 23, 28, 30–31, 32–33 Fennpfuhlweg 2 Neben dem Dorfteich 1-13 Zum Wartenberger Anger 2, 4 (Lage) | Dorfanger Wartenberg, Dorflage mit Anger, Kirchhof und Kirchhofsmauer, Hofanlagen, Wohnhäuser und Wirtschaftsgebäude Baudenkmale siehe: Dorfstraße 11–11B; 12; 18, 20A–D; 23 | 09045439 – Dorfstraße 2, 2A, Wohnhaus, um 1880 |                                |
| 09045437 | Dorfstraße 1–3, 5, 6–13, 17–21, 23, 28, 30–31, 32–33 Fennpfuhlweg 2 Neben dem Dorfteich 1-13 Zum Wartenberger Anger 2, 4 (Lage) | Dorfanger Wartenberg, Dorflage mit Anger, Kirchhof und Kirchhofsmauer, Hofanlagen, Wohnhäuser und Wirtschaftsgebäude Baudenkmale siehe: Dorfstraße 11–11B; 12; 18, 20A–D; 23 | 09045440 – Dorfstraße 3, 3A, Wohnhaus und Remise, um 1885 |                                |
| 09045437 | Dorfstraße 1–3, 5, 6–13, 17–21, 23, 28, 30–31, 32–33 Fennpfuhlweg 2 Neben dem Dorfteich 1-13 Zum Wartenberger Anger 2, 4 (Lage) | Dorfanger Wartenberg, Dorflage mit Anger, Kirchhof und Kirchhofsmauer, Hofanlagen, Wohnhäuser und Wirtschaftsgebäude Baudenkmale siehe: Dorfstraße 11–11B; 12; 18, 20A–D; 23 | 09045442 – Dorfstraße 7, Wohnhaus, um 1900 |                                |
| 09045437 | Dorfstraße 1–3, 5, 6–13, 17–21, 23, 28, 30–31, 32–33 Fennpfuhlweg 2 Neben dem Dorfteich 1-13 Zum Wartenberger Anger 2, 4 (Lage) | Dorfanger Wartenberg, Dorflage mit Anger, Kirchhof und Kirchhofsmauer, Hofanlagen, Wohnhäuser und Wirtschaftsgebäude Baudenkmale siehe: Dorfstraße 11–11B; 12; 18, 20A–D; 23 | 09045443 – Dorfstraße 8A, Hofanlage mit Scheune, 1905; Stall, um 1870; Stall und Mauer, um 1890, Waschküche 1913 | Bild gesucht BW                |
| 09045437 | Dorfstraße 1–3, 5, 6–13, 17–21, 23, 28, 30–31, 32–33 Fennpfuhlweg 2 Neben dem Dorfteich 1-13 Zum Wartenberger Anger 2, 4 (Lage) | Dorfanger Wartenberg, Dorflage mit Anger, Kirchhof und Kirchhofsmauer, Hofanlagen, Wohnhäuser und Wirtschaftsgebäude Baudenkmale siehe: Dorfstraße 11–11B; 12; 18, 20A–D; 23 | 09045444 – Dorfstraße 9–10B, Hofanlage mit Wohnhaus, um 1865 |                                |
| 09045437 | Dorfstraße 1–3, 5, 6–13, 17–21, 23, 28, 30–31, 32–33 Fennpfuhlweg 2 Neben dem Dorfteich 1-13 Zum Wartenberger Anger 2, 4 (Lage) | Dorfanger Wartenberg, Dorflage mit Anger, Kirchhof und Kirchhofsmauer, Hofanlagen, Wohnhäuser und Wirtschaftsgebäude Baudenkmale siehe: Dorfstraße 11–11B; 12; 18, 20A–D; 23 | Scheune mit Remise, 1904 und Stall, um 1880 |                                |
| 09045437 | Dorfstraße 1–3, 5, 6–13, 17–21, 23, 28, 30–31, 32–33 Fennpfuhlweg 2 Neben dem Dorfteich 1-13 Zum Wartenberger Anger 2, 4 (Lage) | Dorfanger Wartenberg, Dorflage mit Anger, Kirchhof und Kirchhofsmauer, Hofanlagen, Wohnhäuser und Wirtschaftsgebäude Baudenkmale siehe: Dorfstraße 11–11B; 12; 18, 20A–D; 23 | 09010078 – Dorfanger, Kirchhof mit Mauer, M. 13. Jh. |                                |
| 09045437 | Dorfstraße 1–3, 5, 6–13, 17–21, 23, 28, 30–31, 32–33 Fennpfuhlweg 2 Neben dem Dorfteich 1-13 Zum Wartenberger Anger 2, 4 (Lage) | Dorfanger Wartenberg, Dorflage mit Anger, Kirchhof und Kirchhofsmauer, Hofanlagen, Wohnhäuser und Wirtschaftsgebäude Baudenkmale siehe: Dorfstraße 11–11B; 12; 18, 20A–D; 23 | Ruine der Dorfkirche |                                |
| 09045437 | Dorfstraße 1–3, 5, 6–13, 17–21, 23, 28, 30–31, 32–33 Fennpfuhlweg 2 Neben dem Dorfteich 1-13 Zum Wartenberger Anger 2, 4 (Lage) | Dorfanger Wartenberg, Dorflage mit Anger, Kirchhof und Kirchhofsmauer, Hofanlagen, Wohnhäuser und Wirtschaftsgebäude Baudenkmale siehe: Dorfstraße 11–11B; 12; 18, 20A–D; 23 | 09045448 – Dorfstraße 13, Landarbeiterhaus mit Stall, um 1870 |                                |
| 09045437 | Dorfstraße 1–3, 5, 6–13, 17–21, 23, 28, 30–31, 32–33 Fennpfuhlweg 2 Neben dem Dorfteich 1-13 Zum Wartenberger Anger 2, 4 (Lage) | Dorfanger Wartenberg, Dorflage mit Anger, Kirchhof und Kirchhofsmauer, Hofanlagen, Wohnhäuser und Wirtschaftsgebäude Baudenkmale siehe: Dorfstraße 11–11B; 12; 18, 20A–D; 23 | Im Inneren zum Büro der Baufirma WASA Bau GmbH ausgebaut, Gebäudehülle denkmalgerecht saniert (Stand Sept. 2024) Bei Hausnummer 14 wendet die Dorfstraße, in gerader Richtung geht sie als Prendener Straße weiter. | Stall                          |
| 09045437 | Dorfstraße 1–3, 5, 6–13, 17–21, 23, 28, 30–31, 32–33 Fennpfuhlweg 2 Neben dem Dorfteich 1-13 Zum Wartenberger Anger 2, 4 (Lage) | Dorfanger Wartenberg, Dorflage mit Anger, Kirchhof und Kirchhofsmauer, Hofanlagen, Wohnhäuser und Wirtschaftsgebäude Baudenkmale siehe: Dorfstraße 11–11B; 12; 18, 20A–D; 23 | 09045452 – Dorfstraße 17, Wohnhaus, 1875 |                                |
| 09045437 | Dorfstraße 1–3, 5, 6–13, 17–21, 23, 28, 30–31, 32–33 Fennpfuhlweg 2 Neben dem Dorfteich 1-13 Zum Wartenberger Anger 2, 4 (Lage) | Dorfanger Wartenberg, Dorflage mit Anger, Kirchhof und Kirchhofsmauer, Hofanlagen, Wohnhäuser und Wirtschaftsgebäude Baudenkmale siehe: Dorfstraße 11–11B; 12; 18, 20A–D; 23 | 09045454 – Dorfstraße 19, Wohnhaus, um 1880 |                                |
| 09045437 | Dorfstraße 1–3, 5, 6–13, 17–21, 23, 28, 30–31, 32–33 Fennpfuhlweg 2 Neben dem Dorfteich 1-13 Zum Wartenberger Anger 2, 4 (Lage) | Dorfanger Wartenberg, Dorflage mit Anger, Kirchhof und Kirchhofsmauer, Hofanlagen, Wohnhäuser und Wirtschaftsgebäude Baudenkmale siehe: Dorfstraße 11–11B; 12; 18, 20A–D; 23 | Stall und Scheune, um 1875; Diese bilden zusammen mit dem Wohnhaus, der historischen und der Umfassungsmauer einen Vierseithof. Die Wirtschaftsgebäude wurden denkmalgerecht instandgesetzt und dienen seit den 2000er Jahren als Stätte des evangelischen Kindergartens Vogelnest. Bild zeigt die ehem. Scheune, der ehem. Stall ist der Verwaltungssitz der Einrichtung und steht der Scheune gegenüber.                                                                                            |                                |
| 09045437 | Dorfstraße 1–3, 5, 6–13, 17–21, 23, 28, 30–31, 32–33 Fennpfuhlweg 2 Neben dem Dorfteich 1-13 Zum Wartenberger Anger 2, 4 (Lage) | Dorfanger Wartenberg, Dorflage mit Anger, Kirchhof und Kirchhofsmauer, Hofanlagen, Wohnhäuser und Wirtschaftsgebäude Baudenkmale siehe: Dorfstraße 11–11B; 12; 18, 20A–D; 23 | 09045456 – Dorfstraße 21, Dorfschule, um 1905 |                                |
| 09045437 | Dorfstraße 1–3, 5, 6–13, 17–21, 23, 28, 30–31, 32–33 Fennpfuhlweg 2 Neben dem Dorfteich 1-13 Zum Wartenberger Anger 2, 4 (Lage) | Dorfanger Wartenberg, Dorflage mit Anger, Kirchhof und Kirchhofsmauer, Hofanlagen, Wohnhäuser und Wirtschaftsgebäude Baudenkmale siehe: Dorfstraße 11–11B; 12; 18, 20A–D; 23 | 09045458 – Dorfstraße 28, Hofanlage mit Wohnhaus, um 1850, Pfeiler und Einfriedung, um 1900 Die Immobilie befindet sich 2018 im Eigentum eines vietnamesischen Vereins, der sie schrittweise zu einer Pagode Chùa Từ Ân ausbaut. Den in Deutschland, vor allem in Berlin, lebenden Vietnamesen ist es wichtig, für ihre verstorbenen Ahnen in einer solchen Einrichtung ihrer Angehörigen gedenken zu können. Die Buddhisten-Gemeinde umfasst inzwischen (Stand 2024) mehr als 60 Mitglieder.         |                                |
| 09045437 | Dorfstraße 1–3, 5, 6–13, 17–21, 23, 28, 30–31, 32–33 Fennpfuhlweg 2 Neben dem Dorfteich 1-13 Zum Wartenberger Anger 2, 4 (Lage) | Dorfanger Wartenberg, Dorflage mit Anger, Kirchhof und Kirchhofsmauer, Hofanlagen, Wohnhäuser und Wirtschaftsgebäude Baudenkmale siehe: Dorfstraße 11–11B; 12; 18, 20A–D; 23 | Scheune, Ställe, um 1920 Der Hof mit zwei sich gegenüberstehenden ehemaligen Ställen und der Scheune bildet zusammen mit dem Wohnhaus und der straßenseitigen Mauer einen Vierseithof. Die Scheune wird seit dem Jahr 2023 nach vollständiger Entkernung umgebaut, höchstwahrscheinlich zu einem Andachts- und Festraum. Vor der Verbindungsmauer zwischen ehem. Stall und der Scheune entstand bereits eine buddhistische offene Andachtsstätte, die durch eine weiße Buddha-Skulptur erkennbar ist. |                                |
| 09045437 | Dorfstraße 1–3, 5, 6–13, 17–21, 23, 28, 30–31, 32–33 Fennpfuhlweg 2 Neben dem Dorfteich 1-13 Zum Wartenberger Anger 2, 4 (Lage) | Dorfanger Wartenberg, Dorflage mit Anger, Kirchhof und Kirchhofsmauer, Hofanlagen, Wohnhäuser und Wirtschaftsgebäude Baudenkmale siehe: Dorfstraße 11–11B; 12; 18, 20A–D; 23 | 09045459 – Dorfstraße 30, 30A, Wohnhaus, um 1850 |                                |
| 09045437 | Dorfstraße 1–3, 5, 6–13, 17–21, 23, 28, 30–31, 32–33 Fennpfuhlweg 2 Neben dem Dorfteich 1-13 Zum Wartenberger Anger 2, 4 (Lage) | Dorfanger Wartenberg, Dorflage mit Anger, Kirchhof und Kirchhofsmauer, Hofanlagen, Wohnhäuser und Wirtschaftsgebäude Baudenkmale siehe: Dorfstraße 11–11B; 12; 18, 20A–D; 23 | Stall und Mauer, um 1880 | Mauer                          |
| 09045437 | Dorfstraße 1–3, 5, 6–13, 17–21, 23, 28, 30–31, 32–33 Fennpfuhlweg 2 Neben dem Dorfteich 1-13 Zum Wartenberger Anger 2, 4 (Lage) | Dorfanger Wartenberg, Dorflage mit Anger, Kirchhof und Kirchhofsmauer, Hofanlagen, Wohnhäuser und Wirtschaftsgebäude Baudenkmale siehe: Dorfstraße 11–11B; 12; 18, 20A–D; 23 | 09045460 – Dorfstraße 31, Wohnhaus, um 1870 |                                |
| 09045437 | Dorfstraße 1–3, 5, 6–13, 17–21, 23, 28, 30–31, 32–33 Fennpfuhlweg 2 Neben dem Dorfteich 1-13 Zum Wartenberger Anger 2, 4 (Lage) | Dorfanger Wartenberg, Dorflage mit Anger, Kirchhof und Kirchhofsmauer, Hofanlagen, Wohnhäuser und Wirtschaftsgebäude Baudenkmale siehe: Dorfstraße 11–11B; 12; 18, 20A–D; 23 | 09045461 – Dorfstraße 32A, 33, Hofanlage mit Wohnhaus, um 1870; Vorgarteneinfriedung, um 1880 | Scheune/Stall Wohnhaus, Remise |
| 09045437 | Dorfstraße 1–3, 5, 6–13, 17–21, 23, 28, 30–31, 32–33 Fennpfuhlweg 2 Neben dem Dorfteich 1-13 Zum Wartenberger Anger 2, 4 (Lage) | Dorfanger Wartenberg, Dorflage mit Anger, Kirchhof und Kirchhofsmauer, Hofanlagen, Wohnhäuser und Wirtschaftsgebäude Baudenkmale siehe: Dorfstraße 11–11B; 12; 18, 20A–D; 23 | Stall und Remise, um 1880, Scheune, 1922 |                                |
| 09045437 | Dorfstraße 1–3, 5, 6–13, 17–21, 23, 28, 30–31, 32–33 Fennpfuhlweg 2 Neben dem Dorfteich 1-13 Zum Wartenberger Anger 2, 4 (Lage) | Dorfanger Wartenberg, Dorflage mit Anger, Kirchhof und Kirchhofsmauer, Hofanlagen, Wohnhäuser und Wirtschaftsgebäude Baudenkmale siehe: Dorfstraße 11–11B; 12; 18, 20A–D; 23 | 09045462 – Dorfstraße 34, Wohnhaus, um 1850 | Bild gesucht BW                |
| 09045437 | Dorfstraße 1–3, 5, 6–13, 17–21, 23, 28, 30–31, 32–33 Fennpfuhlweg 2 Neben dem Dorfteich 1-13 Zum Wartenberger Anger 2, 4 (Lage) | Dorfanger Wartenberg, Dorflage mit Anger, Kirchhof und Kirchhofsmauer, Hofanlagen, Wohnhäuser und Wirtschaftsgebäude Baudenkmale siehe: Dorfstraße 11–11B; 12; 18, 20A–D; 23 | Stall, um 1880 |                                |
| 09045437 | Dorfstraße 1–3, 5, 6–13, 17–21, 23, 28, 30–31, 32–33 Fennpfuhlweg 2 Neben dem Dorfteich 1-13 Zum Wartenberger Anger 2, 4 (Lage) | Dorfanger Wartenberg, Dorflage mit Anger, Kirchhof und Kirchhofsmauer, Hofanlagen, Wohnhäuser und Wirtschaftsgebäude Baudenkmale siehe: Dorfstraße 11–11B; 12; 18, 20A–D; 23 | Ehemalige Bestandteile des Ensembles: |                                |
| 09045437 | Dorfstraße 1–3, 5, 6–13, 17–21, 23, 28, 30–31, 32–33 Fennpfuhlweg 2 Neben dem Dorfteich 1-13 Zum Wartenberger Anger 2, 4 (Lage) | Dorfanger Wartenberg, Dorflage mit Anger, Kirchhof und Kirchhofsmauer, Hofanlagen, Wohnhäuser und Wirtschaftsgebäude Baudenkmale siehe: Dorfstraße 11–11B; 12; 18, 20A–D; 23 | Am Gutshof 11, Landarbeiterwohnhaus des ehem. Gutes Wartenberg, Abriss und Neubau |                                |
| 09045437 | Dorfstraße 1–3, 5, 6–13, 17–21, 23, 28, 30–31, 32–33 Fennpfuhlweg 2 Neben dem Dorfteich 1-13 Zum Wartenberger Anger 2, 4 (Lage) | Dorfanger Wartenberg, Dorflage mit Anger, Kirchhof und Kirchhofsmauer, Hofanlagen, Wohnhäuser und Wirtschaftsgebäude Baudenkmale siehe: Dorfstraße 11–11B; 12; 18, 20A–D; 23 | Dorfstraße 5, Wohnhaus, Abriss |                                |
| 09045437 | Dorfstraße 1–3, 5, 6–13, 17–21, 23, 28, 30–31, 32–33 Fennpfuhlweg 2 Neben dem Dorfteich 1-13 Zum Wartenberger Anger 2, 4 (Lage) | Dorfanger Wartenberg, Dorflage mit Anger, Kirchhof und Kirchhofsmauer, Hofanlagen, Wohnhäuser und Wirtschaftsgebäude Baudenkmale siehe: Dorfstraße 11–11B; 12; 18, 20A–D; 23 | Dorfstraße 10, Wohnhaus, um 1865 |                                |
| 09045437 | Dorfstraße 1–3, 5, 6–13, 17–21, 23, 28, 30–31, 32–33 Fennpfuhlweg 2 Neben dem Dorfteich 1-13 Zum Wartenberger Anger 2, 4 (Lage) | Dorfanger Wartenberg, Dorflage mit Anger, Kirchhof und Kirchhofsmauer, Hofanlagen, Wohnhäuser und Wirtschaftsgebäude Baudenkmale siehe: Dorfstraße 11–11B; 12; 18, 20A–D; 23 | Dorfstraße 10A, Stall, um 1880 |                                |
| 09045437 | Dorfstraße 1–3, 5, 6–13, 17–21, 23, 28, 30–31, 32–33 Fennpfuhlweg 2 Neben dem Dorfteich 1-13 Zum Wartenberger Anger 2, 4 (Lage) | Dorfanger Wartenberg, Dorflage mit Anger, Kirchhof und Kirchhofsmauer, Hofanlagen, Wohnhäuser und Wirtschaftsgebäude Baudenkmale siehe: Dorfstraße 11–11B; 12; 18, 20A–D; 23 | Dorfstraße 14, Wohnhaus, um 1870 |                                |
| 09045437 | Dorfstraße 1–3, 5, 6–13, 17–21, 23, 28, 30–31, 32–33 Fennpfuhlweg 2 Neben dem Dorfteich 1-13 Zum Wartenberger Anger 2, 4 (Lage) | Dorfanger Wartenberg, Dorflage mit Anger, Kirchhof und Kirchhofsmauer, Hofanlagen, Wohnhäuser und Wirtschaftsgebäude Baudenkmale siehe: Dorfstraße 11–11B; 12; 18, 20A–D; 23 | Dorfstraße 15, Wohnhaus, um 1870 |                                |
| 09045437 | Dorfstraße 1–3, 5, 6–13, 17–21, 23, 28, 30–31, 32–33 Fennpfuhlweg 2 Neben dem Dorfteich 1-13 Zum Wartenberger Anger 2, 4 (Lage) | Dorfanger Wartenberg, Dorflage mit Anger, Kirchhof und Kirchhofsmauer, Hofanlagen, Wohnhäuser und Wirtschaftsgebäude Baudenkmale siehe: Dorfstraße 11–11B; 12; 18, 20A–D; 23 | Dorfstraße 16, Wohnhaus, um 1870 |                                |

## Baudenkmale
| Nr.      | Lage                    | Offizielle Bezeichnung                                                     | Beschreibung                                       | Bild            |
| -------- | ----------------------- | -------------------------------------------------------------------------- | -------------------------------------------------- | --------------- |
| 09045445 | Dorfstraße 11 (Lage)    | Hofanlage Bestandteil des Ensembles: Dorfanger Wartenberg                  | Wohnhaus, um 1880                                  |                 |
| 09045445 | Dorfstraße 11 (Lage)    | Hofanlage Bestandteil des Ensembles: Dorfanger Wartenberg                  | Stallgebäude, um 1875                              |                 |
| 09045445 | Dorfstraße 11 (Lage)    | Hofanlage Bestandteil des Ensembles: Dorfanger Wartenberg                  | Fachwerkscheune, um 1850                           |                 |
| 09045447 | Dorfstraße 12 (Lage)    | Stall mit Wohnteil Bestandteil des Ensembles: Dorfanger Wartenberg         | um 1880                                            | Bild gesucht BW |
| 09045453 | Dorfstraße 18 (Lage)    | Hofanlage Bestandteil des Ensembles: Dorfanger Wartenberg                  | Wohnhaus, um 1850                                  | Bild gesucht BW |
| 09045453 | Dorfstraße 18 (Lage)    | Hofanlage Bestandteil des Ensembles: Dorfanger Wartenberg                  | zwei Stallgebäude, um 1860 und 1870; Scheune, 1904 | Bild gesucht BW |
| 09045455 | Dorfstraße 20A-D (Lage) | Landarbeiterwohnhaus Bestandteil des Ensembles: Dorfanger Wartenberg       | um 1900, Stall wurde integriert                    |                 |
| 09045455 | Dorfstraße 20A-D (Lage) | Teilverlust:                                                               | Nebengebäude, 2022 aberkannt                       |                 |
| 09045457 | Dorfstraße 23 (Lage)    | Büdnerhaus und Einfriedung Bestandteil des Ensembles: Dorfanger Wartenberg | um 1780, Umbauten 1833                             |                 |
| 09045457 | Dorfstraße 23 (Lage)    | Büdnerhaus und Einfriedung Bestandteil des Ensembles: Dorfanger Wartenberg | Stall, 1900                                        |                 |

## Ehemalige Denkmale
| Nr.       | Lage         | Offizielle Bezeichnung                                               | Beschreibung                                                                              | Bild            |
| --------- | ------------ | -------------------------------------------------------------------- | ----------------------------------------------------------------------------------------- | --------------- |
| unbekannt | Dorfstraße 8 | Hofanlage Ehemaliger Bestandteil des Ensembles: Dorfanger Wartenberg | Wohnhaus, vor 1850; Abriss und Neubau                                                     | Bild gesucht BW |
| unbekannt | Dorfstraße 8 | Hofanlage Ehemaliger Bestandteil des Ensembles: Dorfanger Wartenberg | Scheune, 1905; Remise, um 1870; Stall und Mauer, um 1890, nach 2001 nur noch Ensembleteil |                 |